# Чон, Джейми
Джейми Джилин Чон (кор. 제이미 정?, 鍾潔咪?, англ. Jamie Jilynn Chung; род. 10 апреля 1983, Сан-Франциско, Калифорния, США) — американская актриса, хорошо известная зрителям реалити-шоу проекта MTV «Реальный мир» как участница четырнадцатого сезона «Реальный мир: Сан-Диего» и его спин-оффа «Алчные экстремалы: Инферно 2». В кино и на телевидении она наиболее известна своими ролями в таких фильмах, как «Чак и Ларри: Пожарная свадьба», «Крик в общаге», «Мальчишник 2: Из Вегаса в Бангкок» и «Запрещённый приём». По мнению сайта Bleacher Report, она является самой успешной выпускницей проекта «Реальный мир».

## Ранние годы
Джейми Чон родилась и выросла в Лос-Анджелесе, штат Калифорния. По данным канала MTV за 2004 год, она из второго поколения американцев корейского происхождения, воспитанных в традиционной семье. Чон училась в Калифорнийском университете в Риверсайде, где состояла в женском студенческом обществе Kappa Kappa Gamma.

## Карьера

### Участие в реалити-шоу
Чон была среди участников шоу «Реальный мир: Сан-Диего», четырнадцатого сезона проекта «Реальный мир», показанного каналом MTV в 2004 году. На шоу её описали как трудолюбивую студентку, которая работает на двух работах, чтобы оплатить своё обучение, но при этом успевает как следует зажечь на вечеринках. Друзья её описали как девушку, пользующуюся популярностью у мужчин.
Спустя шесть месяцев после закрытия сезона участники проекта вновь собрались вместе, чтобы поделиться опытом и впечатлениями, приобретенными ими во время и уже после окончания шоу, на передаче 2 Punk Rock 4 This: The Real World San Diego Reunion, организованной Ванессой Миннилло, премьера которого состоялась 9 июля 2004 года.
Позднее Джейми Чон приняла участие в десятом сезоне шоу «Алчные экстремалы: Инферно 2», спин-оффе шоу «Реальный мир», в составе команды «Хорошие парни», противниками которой были «Подонки». К концу сезона, после выбывания нескольких участников по результатам соревнований, Чон осталась, наряду с товарищами по команде Дарреллом Тейлором, Лэндоном Луеком и Майком Мизанином. В финале шоу они одержали победу над оставшимися противниками из команды «Подонки».

### Актёрская карьера

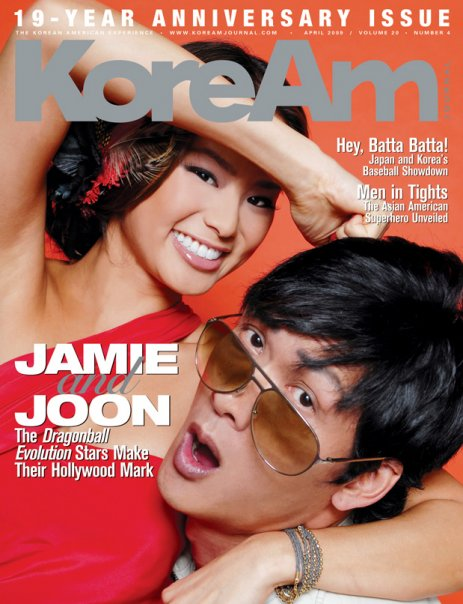
На обложке журнала с, апрель 2009

После участия в проекте MTV «Реальный мир» она стала появляться в кино и на телевидении, играя разноплановые роли: Корди Хан в десяти эпизодах сериала «Дни нашей жизни», девушку из сети ресторанов Hooters в комедии «Чак и Ларри: Пожарная свадьба», а также в нескольких эпизодах сериалов «C.S.I.: Место преступления Нью-Йорк» и «Вероника Марс». В 2008 году она снялась в мини-сериале «Девушка-самурай» производства кабельного телеканала ABC Family. В 2009 году Джейми снялась в художественных фильмах «Крик в общаге» и «Драконий жемчуг: Эволюция», а также в комедии Кристофера Лэндона «Горящие пальмы». В том же году Чон сыграла роль Челси Барнс в телефильме канала Disney «Программа защиты принцесс», а в 2010 году — роль Эмбер Хиллиард в фильме «Одноклассники». В 2012 году Чон появится на экранах в роли Нимы в остросюжетном боевике «Отменная погоня» режиссёра Дэвида Кеппа. В 2014 году вышел фильм «Город грехов 2: Женщина, ради которой стоит убивать», продолжение фильма 2005 года «Город грехов», в котором Джейми заменила Девон Аоки, сыграв роль Михо. Появилась в роли диснеевской героини Мулан в сериале «Однажды в сказке».

## Личная жизнь
В начале 2012 года Джейми стала встречаться с американским актёром Брайаном Гринбергом, известным по сериалу «Как преуспеть в Америке». В декабре 2013 года пара обручилась на Карибских островах Теркс и Кайкос. 31 октября 2015 года они поженились. В 2021 году у пары родились сыновья-близнецы, выношенные с помощью замороженных яйцеклеток.

## Избранная фильмография
| Год       |     | Русское название                                    | Оригинальное название                       | Роль                         |
| --------- | --- | --------------------------------------------------- | ------------------------------------------- | ---------------------------- |
| 2006      | с   | Вероника Марс                                       | Veronica Mars                               | флиртующая девушка           |
| 2007      | ф   | Чак и Ларри: Пожарная свадьба                       | I Now Pronounce You Chuck and Larry         | девушка из ресторана Hooters |
| 2007      | с   | Скорая помощь                                       | ER                                          | Джин Ким                     |
| 2007      | с   | Дни нашей жизни                                     | Days of Our Lives                           | Корди Хан                    |
| 2007      | с   | C.S.I.: Место преступления Нью-Йорк                 | CSI: NY                                     | Мисти                        |
| 2007      | тф  | Катрина                                             | Katrina                                     | Элла                         |
| 2007—2008 | с   | Университет                                         | Greek                                       | сестра из «Три Пи» / Сиена   |
| 2008      | с   | Девушка-самурай                                     | Samurai Girl                                | Хейвен Кого                  |
| 2008      | ки  | —                                                   | Command & Conquer: Red Alert 3              | Такара Сато                  |
| 2009      | ф   | Драконий жемчуг: Эволюция                           | Dragonball Evolution                        | Чи Чи                        |
| 2009      | с   | Касл                                                | Castle                                      | Роми Ли                      |
| 2009      | ки  | —                                                   | Command & Conquer: Red Alert 3 — Uprising   | Такара Сато                  |
| 2009      | тф  | Программа защиты принцесс                           | Princess Protection Program                 | Челси Барнс                  |
| 2009      | ф   | Крик в общаге                                       | Sorority Row                                | Клэр Уэн                     |
| 2010      | ф   | Горящие пальмы                                      | Burning Palms                               | Джинни Бэй                   |
| 2010      | ф   | Одноклассники                                       | Grown Ups                                   | Эмбер Хиллард                |
| 2010      | с   | Анатомия страсти                                    | Grey’s Anatomy                              | Трина Паиз                   |
| 2011      | ф   | Запрещённый приём                                   | Sucker Punch                                | Эмбер                        |
| 2011      | ф   | Мальчишник 2: Из Вегаса в Бангкок                   | The Hangover: Part II                       | Лорен                        |
| 2011      | ки  | —                                                   | X-Men: Destiny                              | Аими Йошида                  |
| 2012      | ф   | Красавицы и чудовища                                | Eden                                        | Эден                         |
| 2012      | ф   | Выборы                                              | Knife Fight                                 | Керстин Ри                   |
| 2012      | кор | —                                                   | It Has Begun: Bananapocalypse               | в роли самой себя            |
| 2012      | кор | —                                                   | SAF Seeking… The Morning Afterglow          | н/д                          |
| 2012      | ф   | Срочная доставка                                    | Premium Rush                                | Нима                         |
| 2012      | ф   | Железный кулак                                      | The Man with the Iron Fists                 | Леди Силк                    |
| 2012      | тф  | —                                                   | The Asset                                   | Мэй Кент                     |
| 2012—2016 | с   | Однажды в сказке                                    | Once Upon a Time                            | Мулан                        |
| 2013      | ф   | Мальчишник: Часть III                               | The Hangover Part III                       | Лорен Прайс                  |
| 2014      | ф   | Неуправляемый                                       | Rudderless                                  | Лиза Мартин                  |
| 2014      | ф   | За конец ответишь                                   | Bad Johnson                                 | Джейми                       |
| 2014      | ф   | 7500                                                | Flight 7500                                 | Сьюзи Ли                     |
| 2014      | с   | Верь                                                | Believe                                     | Дженис Ченнинг               |
| 2014      | ф   | Город грехов 2: Женщина, ради которой стоит убивать | Sin City: A Dame to Kill For                | Михо                         |
| 2014      | мф  | Город героев                                        | Big Hero 6                                  | Го Го Томаго                 |
| 2015      | с   | Кураторы общаги                                     | Resident Advisors                           | Оливия                       |
| 2015      | ф   | Год перемен                                         | A Year and Change                           | Пэм                          |
| 2015      | ф   | В Гонконге уже завтра                               | Already Tomorrow in Hong Kong               | Руби                         |
| 2016      | ф   | —                                                   | Flock of Dudes                              | Кэтрин                       |
| 2016      | с   | Готэм                                               | Gotham                                      | Валери Вейл                  |
| 2016      | ф   | Новогодний корпоратив                               | Office Christmas Party                      | Меган                        |
| 2017      | ф   | Группа «Лейкопластырь»                              | Band Aid                                    | Кассандра Диабла             |
| 2017      | с   | Без обязательств                                    | Casual                                      | Тина                         |
| 2017      | кор | —                                                   | Visa Vows: The Wedding Expenses Credit Card | н/д                          |
| 2017      | ки  | —                                                   | Destiny 2                                   | Ана Брей                     |
| 2017—2019 | с   | Одарённые                                           | The Gifted                                  | Кларис Фонг / Блинк          |
| 2017—2020 | мс  | Город героев: Новая история                         | Big Hero 6: The Series                      | Го Го Томаго                 |
| 2018      | ф   | 1985                                                | 1985                                        | Карли                        |
| 2018      | кор | —                                                   | Ctrl                                        | Саймон Берк                  |
| 2018      | мс  | —                                                   | Big Chibi 6: The Shorts                     | Го Го Томаго                 |
| 2019      | ки  | —                                                   | Kingdom Hearts III                          | Го Го Томаго                 |
| 2019      | мс  | Шервуд                                              | Sherwood                                    | Роуз Трефгарн                |
| 2019      | мф  | Смерть                                              | Death                                       | Смерть                       |
| 2020      | с   | Аквафина — Нора из Квинса                           | Awkwafina Is Nora from Queens               | молодая бабушка              |
| 2020      | ф   | Опасная ложь                                        | Dangerous Lies                              | Джулия                       |
| 2020      | с   | Страна Лавкрафта                                    | Lovecraft Country                           | Джи-Ах                       |
| 2021      | с   | Звёздные войны: Видения                             | Star Wars: Visions                          | Миса                         |
| 2021—2022 | с   | Декстер: Новая кровь                                | Dexter: New Blood                           | Молли Пак                    |
| 2023      | с   | Наследники                                          | Succession                                  | Бет                          |
| 2024      | мс  | Бэтмен: Крестоносец в плаще                         | Batman: Caped Crusader                      | Харли Квинн                  |

## Награды и признания
В 2009 году Чон и актёры, снимавшиеся вместе с ней в молодёжном фильме ужасов «Крик в общаге», получили титул «Звёзды завтрашнего дня» от кино-выставки «ShoWest».